# Мрежнички Брест
Мрежнички Брест је насељено место у Карловачкој жупанији у Хрватској. Административно припада општини Генералски Стол.

## Становништво
Према попису становништва из 2001. године, насеље је имало 62 становника у 29 породичних домаћинстава.
Кретање броја становника по пописима 1857—2001.
| година пописа  | 1857. | 1869. | 1880. | 1890. | 1900. | 1910. | 1921. | 1931. | 1948. | 1953. | 1961. | 1971. | 1981. | 1991. | 2001. |
| бр. становника | 101   | 114   | 92    | 108   | 129   | 136   | 135   | 152   | 185   | 189   | 196   | 177   | 147   | 96    | 62    |

- Напомене

До 1900. исказивано под именом Брест.